# Доктор Дулитъл (филм, 2020)
„Доктор Дулитъл“, или „Пътешествието на Доктор Дулитъл“, (на английски: Dolittle/The Voyage of Doctor Dolittle) e американско фентъзи от 2020 година на режисьора на Стивън Гагхан, по сценарий на Гагхан, Дан Грегър и Дъг Манд, по идея на Томас Шепърд, базиран е на едноименния герой, създаден от Хю Лофтинг и е вдъхновен от втората книга на автора за Доктор Дулитъл, „Пътешествията на Доктор Дулитъл“ (The Voyage of Doctor Dolittle) през 1922 година. Робърт Дауни Джуниър играе едноименния герой, заедно с Антонио Бандерас, Майкъл Шийн и Хари Корлет в роли на живо, а озвучаващия състав се състои от Ема Томпсън, Рами Малек, Джон Сина, Кумейл Нанджиани, Октавия Спенсър, Том Холанд, Крейг Робинсън, Ралф Файнс, Селена Гомес и Марион Котияр.
Това е третото повторение на филмовите адаптации, базиран на героя, след едноименния музикален филм от 1967 г. с участието на Рекс Харисън и едноименната филмова поредица от 1998 – 2009 г., с участието на Еди Мърфи като едноименния герой и Кайла Прат като нейната дъщеря.
Премиерата на филма е във САЩ на 17 януари 2020 г. от Universal Pictures. Филмът спечели над 250 милиона долара световно и стана най-печелившия филм от 2020 г. Номиниран е за шест награди „Златна малинка“, включително най-слаб филм.

## Актьорски състав
- Робърт Дауни Джуниър – Доктор Джон Дулитъл
- Хари Колет – Томи Стибънс
- Антонио Бандерас – Крал Расули
- Майкъл Шийн – Доктор Блеър Мъдфлай
- Джим Броудбент – Лорд Томас Баджли
- Джеси Бъкли – Кралица Виктория
- Кармел Ланиадо – Лейди Роуз
- Касия Смутниак – Лили Дулитъл
- Ралф Инесън – Арнал Стибънс
- Джоана Пейдж – Бетан Стъбинс
- Сони Ашборн Серкис – Арнал Стибънс младши
- Елиът Барнс-Уорел – Капитан Уилям Дерик

### Гласове
- Ема Томпсън – Полинезия
- Рами Малек – Чий-Чий
- Джон Сина – Йоши
- Кумейл Нанджиани – Плимптън
- Октавия Спенсър – Даб-Даб
- Том Холанд – Джиб
- Крейг Робинсън – Кевин
- Ралф Файнс – Бари
- Селена Гомес – Бетси
- Марион Котияр – Туту
- Франсис де ла Тур – Гинко-Който-Лети

## В България
В България филмът излиза по кината на същата дата от „Форум Филм България“.
На 17 февруари 2024 г. се излъчва премиерно по NOVA в събота от 20:00 ч.

### Дублажи

#### Нахсинхронен дублаж
| Хора                                      | Хора                            |
| Роля                                      | Изпълнител                      |
| ----------------------------------------- | ------------------------------- |
| Доктор Дулитъл                            | Георги Стоянов                  |
| Томи Стъбинс                              | Кристиян Върбановски            |
| Крал Разули                               | Веселин Калановски              |
| Д-р Блеър Мудфлай                         | Георги Спасов                   |
| Лорд Томас Баджли                         | Марин Янев                      |
| Арнал Стъбинс (чичото на Томи, ловец)     | Светломир Радев                 |
| Арнал Стъбинс младши (братовчеда на Томи) | Камен Асенов                    |
| Капитан Уилям Дерик                       | Константин Лунгов               |
| Лейди Роуз                                | ?                               |
| Кралица Виктория                          | ?                               |
| Лили Дулитъл                              | ?                               |
| Животни                                   |                                 |
| Роля                                      | Изпълнител                      |
| Полинезия                                 | Гергана Стоянова                |
| Горилата Чи-Чи                            | Петър Бонев                     |
| Йоши Полярната мечка                      | Димитър Ангелов                 |
| Плимптън Щрауса                           | Явор Караиванов                 |
| Даб Даб                                   | Прея Осасей                     |
| Джип Лърчъра                              | ?                               |
| Кевин Катеричока                          | Петър Калчев                    |
| Бари Тигъра                               | Сава Пиперов                    |
| Бетси Жирафа                              | Надежда Панайотова              |
| Гинко-Който-Лети                          | Симона Нанова                   |
| Дон Карпентерино                          | Константин Лунгов               |
| Мравки                                    | Момчил Степанов Христо Димитров |
| Заек в затвора на Крал Разули             | Димитър Живков                  |
| Други гласове                             | Анатолий Божинов Петър Върбанов |

| Обработка              | Александра Аудио |
| ---------------------- | ---------------- |
| Изпълнителен продуцент | Васил Новаков    |

#### Войсоувър дублаж
| Пост                | Име                                                                                               |
| ------------------- | ------------------------------------------------------------------------------------------------- |
| Озвучаващи артисти  | Елисавета Господинова Даниела Йорданова Йорданка Илова Васил Бинев Силви Стоицов Здравко Методиев |
| Преводач            | Моника Константинова                                                                              |
| Тонрежисьор         | Димитър Кукушев                                                                                   |
| Режисьор на дублажа | Димитър Кръстев                                                                                   |